# Encyklopedia Rzeszowa
Encyklopedia Rzeszowa – encyklopedia, zawierająca hasła związane z historią i współczesnością miasta Rzeszowa.
Wydanie pierwsze tej encyklopedii opublikowało w 2004 RS Druk; prace prowadził Zespół redakcyjny Encyklopedii Rzeszowa. Zawierała ona 840 stron, na których znalazł się m.in. tekst przywileju lokacyjnego, nadanego przez króla Kazimierza Wielkiego z roku 1354. Nakład wyniósł 1800 egzemplarzy.
Wydanie drugie encyklopedii, uzupełnione i poprawione przez 60 autorów i 7-osobowy zespół redakcyjny wyszło w 2011; 1027 s., 2670 haseł. Encyklopedia została wydana na papierze kredowym wysokiej jakości. Pierwsza część wydania liczyła 1000 egz. (z czego 100 egz. miało charakter ekskluzywny, oprawiony w bydlęcą skórę i ozdobiony tłoczeniami) i była dystrybuowana przez Urząd Miasta, który posiadał prawa autorskie do dzieła. Drugą część wydania II skierowano do sprzedaży jesienią 2011.
Redaktorem naczelnym był prof. Jan Draus.